# The City Slicker
The City Slicker è una comica muta del 1918 di Gilbert Pratt con Harold Lloyd.

## Trama
Quando un albergo di campagna cerca qualcuno per aiutarlo a modernizzare, Harold arriva dalla città per ottenere il lavoro. Subito riorganizza e ridecora l'albergo, e installa numerosi congegni meccanici nelle stanze. Le cose vanno senza intoppi fino a quando una bella arriva, seguita da un disperato spasimante che ha scartato.